# Bolidengruvan

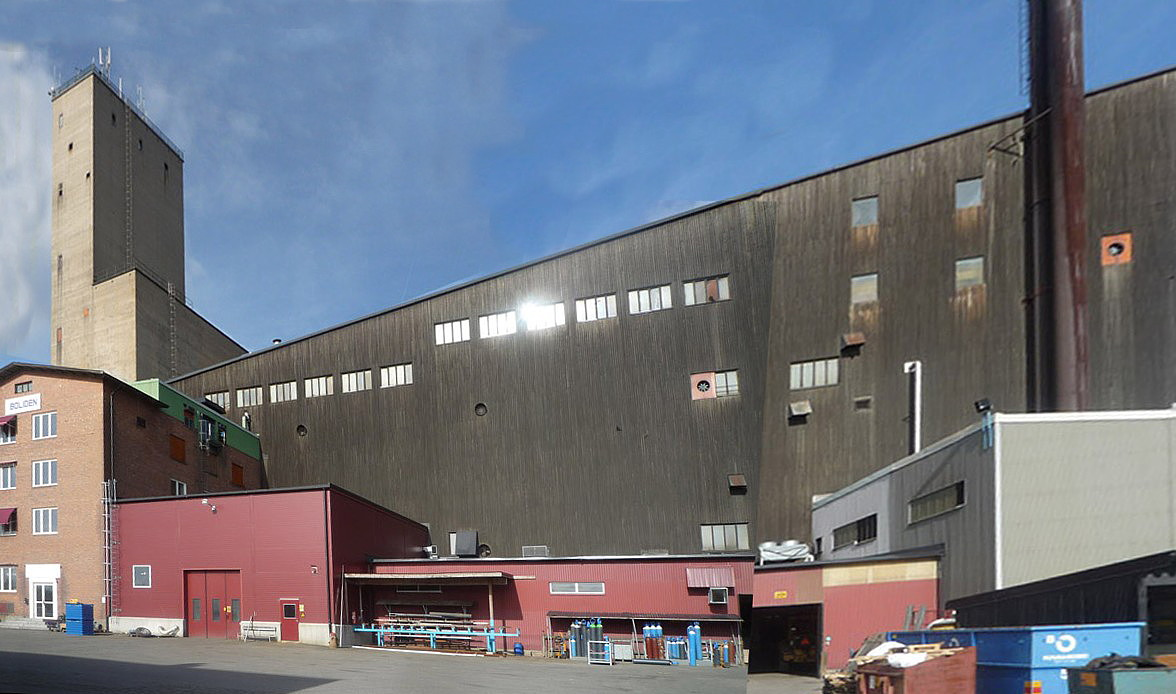
Bolidengruvan med anrikningsverk

Bolidengruvan är en numera nedlagd guld- och koppargruva i närheten av Boliden i Skellefteå kommun, Västerbotten. Efter flera års prospektering i Norrland hittades i början av 1920-talet ett värdefullt malmområde i det sulfidmalmsrika område som bildar Skelleftefältet.[källa behövs]
År 1924 sålde änkan Margareta Lundberg Fågelmyren till ett företag som började bryta malm i ett dagbrott; detta var grunden till det berömda gruvföretaget Boliden AB. Så småningom övergick man till underjordsbrytning. Produktionsmetoden var takbrytning med igensättning.
Malmen i Bolidengruvan är känd för sin höga guldhalt. I genomsnitt utvanns 15 gram guld per ton malm. Sammanlagt producerades 128 ton guld. Guldet var främst knutet till arsenikkis som gruvan var väldigt rik på.[källa behövs] Den höga halten av arsenik gjorde att företaget valde att smälta ner malmen istället för att anrika den mekaniskt. Arsenikhalten medförde både stora tekniska problem och miljöproblem. Biprodukten  arsenik lagrades länge innan man kom på att göra impregneringsmedel av arseniken. Gruvan har gett även andra metaller. Under andra världskriget framställdes aluminium i Sundsvall ur andalusit från Boliden under åren 1942 till 1947.[källa behövs]
Gruvdriften i själva Bolidengruvan upphörde 1967. Anrikningsverket är dock fortfarande i drift, som ligger i anslutning till tätorten Boliden,  med malm från andra gruvor i Skelleftefältet, till exempel Renströmsgruvan.